# Chrząstowo (powiat nakielski)
Chrząstowo – wieś w Polsce położona w województwie kujawsko-pomorskim, w powiecie nakielskim, w gminie Nakło nad Notecią.

## Podział administracyjny
1 stycznia 2017 część miejscowości zostanie włączona do Nakła nad Notecią. W latach 1975–1998 miejscowość należała administracyjnie do województwa bydgoskiego.

## Ośrodek badawczy
W miejscowości znajduje się Stacja Doświadczalna Oceny Odmian.

## Dawne cmentarze
Na terenie wsi zlokalizowany jest nieczynny cmentarz ewangelicki.

## Zabytki
Według rejestru zabytków NID na listę zabytków wpisany jest zespół dworski i folwarczny z 2 poł. XIX w., nr rej.: 185/A z 15.06.1985:
- dwór, 1886 r., lata 90. XIX w., 1920 r.
- park
- zabudowania gospodarcze, przełom XIX/XX w.
  - stodoła
  - obora, obecnie owczarnia
  - stajnia, obecnie magazyn
  - obora
  - magazyn zbożowy
  - wieża ciśnień